# Ratba
Ratba  (in arabo الرتبة‎?) è un centro abitato e comune rurale del Marocco situato nella provincia di Taounate, regione di Fès-Meknès. Conta una popolazione di 16 825 abitanti (censimento 2014).